# Morning Glacier
Morning Glacier är en glaciär i Antarktis. Den ligger i Östantarktis. Nya Zeeland gör anspråk på området. Morning Glacier ligger 1 719 meter över havet.
Terrängen runt Morning Glacier är huvudsakligen kuperad, men västerut är den bergig. Terrängen runt Morning Glacier sluttar norrut. Trakten är obefolkad. Det finns inga samhällen i närheten. 